# Biuletyn Polskiego Towarzystwa Badań nad Wiekiem Osiemnastym
Biuletyn Polskiego Towarzystwa Badań nad Wiekiem Osiemnastym – rocznik ukazujący się od 1997 roku w Warszawie. Wydawcą jest Polskie Towarzystwo Badań nad Wiekiem Osiemnastym. 
Był redagowany przez Annę Grześkowiak-Krwawicz, Dorotę Dukwicz i Michała Zwierzykowskiego. Obecnie biuletyn redaguje Klara Leszczyńska-Skowron.